# Carolin Reiber
Carolin Reiber (München, 2 november 1940) is een Duitse tv-omroepster en presentatrice.

## Jeugd en opleiding
Carolin Reiber is de dochter van de decorontwerper Ludwig Reiber en speelde in 1950 als 10-jarige een kleine bijrol in Das doppelte Lottchen. In 1956 speelde ze in de laatste film Durch die Wälder, durch die Auen van Georg Wilhelm Pabst. In 1958 trad ze als jongste Münchner carnavalsprinses van de Narrhalla publiekelijk in de schijnwerpers. Na een opleiding tot correspondente voor vreemde talen oefende ze dit beroep tot 1965 uit.

## Carrière
Sinds 1965 werkte Carolin Reiber volledig als omroepster bij de BR. Vanaf 1970 presenteerde ze daar de programma's Jetzt red i, Unser Land en samen met Maxl Graf Die Lustigen Musikanten. Van 1984 tot 1993 werd bij de BR het naar haar genoemde magazine Carolins Fleckerteppich getoond, het daarop volgende programma Bayerntour presenteerde ze tot dit in 2016 werd beëindigd. In 1993 deed ze voor een korte periode ook de presentatie voor de quiz Der Große Preis bij het ZDF, echter zonder veel succes, hetgeen in een tijdelijke stop van de zendreeks resulteerde.
Ze presenteerde lang voor het ZDF de Volkstümliche Hitparade en later het Wunschkonzert der Volksmusik en samen met Karl Moik en Sepp Trütsch van 1986 tot 1999 de Grand Prix der Volksmusik. Ze presenteerde ook enkele kookprogramma's, die zich concentreerden op Beierse gerechten. 

## Privéleven
Carolin Reiber was van 1962 tot aan zijn dood in 2014 getrouwd met de bedrijfsadviseur Luitpold Maier. Het echtpaar heeft twee zoons.

## Onderscheidingen
- 1977 Gong-Trophäe als populairste presentatrice van Beieren
- 1983 Publieksprijs Goldene Kamera
- 1987 Bambi-publieksprijs
- 1990 Sonder-Bambi
- 1998 Bayerischer Verdienstorden
- 2003 Krone der Volksmusik als beste presentatrice van volksmuziekprogramma's
- 2006 Bayerische Staatsmedaille voor verdiensten rond milieu en gezondheid
- 2009 Internationale volksmuziekprijs voor het levenswerk